# Mas Vila (Tarragona)
Mas Vila és una obra de Tarragona protegida com a Bé Cultural d'Interès Local.

## Descripció
Mas gran de tres pisos, amb planta rectangular i coberta de teules a dos vessants.